# Jean de Vayrac
Jean de Vayrac (1664-1734) est un prêtre et abbé français, longtemps résidant en Espagne et qui a publié plusieurs essais et traductions, ainsi qu'une grammaire.

## Vie publique et œuvre
Né dans la région historique du Quercy, aujourd'hui département du Lot, il passa plus de vingt ans dans différentes régions d'Espagne, d'où il revint à Paris en 1710. À son retour, il publie de nombreux essais sur l’Espagne, son histoire et la situation à son époque. Pour l'hispaniste Alfred Morel-Fatio son ouvrage en quatre volumes L'état actuel de l'Espagne a guidé Victor Hugo lors de l'écriture de la pièce Ruy Blas. Il a également publié une grammaire. Par ailleurs, les mémoires du cardinal Guido Bentivoglio ont été publiés en français dans sa traduction.

## Publications
- L'état présent de l'Empire, Paris, 1711 (lire en ligne)
- Nouvelle grammaire espagnole, Paris, 1714 (lire en ligne)
- État présent de l'Espagne, Paris, 1718 (lire en ligne), 4 volumes